# Jean-Louis Frenette
Pour les articles homonymes, voir Frenette.
Jean-Louis Frenette (né le 21 septembre 1920 - mort le 9 avril 2008) est un dessinateur d'architecture et homme politique fédéral et municipal du Québec.

## Biographie
Né à Saint-Marc-des-Carrières dans la région de la Capitale-Nationale, il entame sa carrière publique en servant comme maire dans sa ville natale en 1960.
Élu député du Parti Crédit social du Canada dans la circonscription fédérale de Portneuf en 1962, il est réélu en 1963. Candidat indépendant, il est défait en 1965 par le créditiste Roland Godin.